# Chien de berger roumain des Carpathes
Le chien de berger des Carpathes (ro)(Ciobanesc Romanesc carpatin), est une race de chien originaire de Roumanie. Elle a été reconnue à titre définitif par la Fédération cynologique internationale (FCI) lors de l'Exposition Mondiale qui s'est tenue à Milan en juin 2015. Le berger roumain des Carpathes est utilisé traditionnellement pour protéger les troupeaux de Roumanie des prédateurs. Le premier standard a été rédigé en 1934. Après la chute du bloc communiste, la race est à nouveau sélectionnée par quelques éleveurs passionnés.
Équilibré, calme et courageux, le berger roumain des Carpathes est un chien de berger utilisé pour la protection du troupeau.

## Historique
Cette race a été sélectionnée depuis des siècles sur le critère principal de l'utilité. Elle a gardé ce caractère intact jusqu'à présent.
Le premier standard est rédigé en 1934. Il est ensuite adapté pour répondre aux conditions de la Fédération cynologique internationale en 2002. La race est acceptée à titre provisoire en 2005.
En dehors de son pays d'origine, le berger roumain des Carpathes est extrêmement rare. Le club de la race en France est le Club des chiens de berger de l'Est et italiens (CBEI).

## Standard
Le berger roumain des Carpathes est un chien de berger de grande taille, d'aspect vigoureux sans être lourd. Les mâles sont plus hauts et forts que les femelles. Le corps est vigoureux et bien développé. Il s'inscrit légèrement dans un rectangle. Attachée haut, la queue atteint la pointe du jarret et pourvue de poil abondant. Au repos, elle est portée pendante, et en éveil, relevée en faucille. Les allures sont harmonieuses, souples et bien coordonnées. L'allure préférée est le trot et le galop est soutenu et équilibré.
La tête est forte mais pas lourde. Le stop n'est pas trop marqué. La truffe est toujours noire. Les yeux de grandeur moyenne sont disposés en amande, de couleur brune. Attachées relativement haut, les oreilles sont en forme de triangle et elles tombent bien accolées aux joues.
Le poil est de texture rêche, droit et dense. Le sous-poil est dense et souple, de couleur claire. La robe est de couleur sable charbonné (louvet). La peau est pigmentée de couleur cendrée.

## Caractère
Le berger roumain des Carpathes est décrit dans le standard de la FCI comme gardien inné et courageux. Il a un attachement instinctif et inconditionnel à son maître et aux troupeaux. C'est un chien au comportement calme, digne et équilibré.

## Utilité
Le berger roumain des Carpathes est traditionnellement utilisé comme chien de berger pour la protection des troupeaux, combattant les grands prédateurs européens : ours, loup, lynx.